# Koryta (district de Plzeň-Nord)
Pour les articles homonymes, voir Koryta.
Koryta (jusqu'en 1924 : Koryto) est une commune du district de Plzeň-Nord, dans la région de Plzeň, en République tchèque. Sa population s'élevait à 120 habitants en 2022.

## Géographie
Koryta se trouve à 8 km au sud-est de Plasy, à 20 km au nord-nord-est du centre de Plzeň et à 72 km à l'ouest-sud-ouest de Prague.
La commune est limitée par la rivière Střela, un affluent de la Berounka, et les communes de Plasy et Dolní Hradiště au nord, par Kozojedy à l'est, par Dobříč au sud-est et au sud, et par Obora à l'ouest.

## Histoire
La première mention écrite de la localité date de 1233.

## Transports
Par la route, Koryta se trouve à 9 km de Kaznějov, à 24 km de Plzeň et à 101 km de Prague. 